# Etoile d'Or Club Mirontsy
L'Etoile d'Or Club Mirontsy és un club de futbol de la ciutat de Mirontsy, Comores.

## Palmarès
- Lliga de Comores de futbol:[3]

2008